# Гімн Автономної Республіки Крим
Гімн Автономної Республіки Крим (крим. Qırım Muhtar Cumhuriyetiniñ Gimni, рос. Гимн Автономной Республики Крым) — офіційний гімн АРК. Автором музики є Алемдар Караманов, а текст було складено Ольгою Голубєвою. 
Гімн було затверджено після конкурсу, проведеному ВР АРК 26 лютого 1992. Офіційне ухвалення відбулося 18 жовтня 2000 року. Лише російськомовна версія є першотвором.
Вперше гімн АРК виконали народний артист СРСР Юрій Богатіков та співачка Еліна Сейфулліна.
З 5 червня 2014 року окупаційною адміністрацією гімн було затверджено як офіційний.